# Rhein-Main-Donau GmbH
Die Rhein-Main-Donau GmbH (RMD, bis Januar 2018 Rhein-Main-Donau AG) ist ein privates Infrastrukturunternehmen mit Sitz in Landshut. Es besitzt Wasserkraftwerke und führte im Auftrag der Bundesrepublik Deutschland sowie des Freistaats Bayern den Ausbau und Erhalt der Rhein-Main-Donau-Wasserstraße samt Hochwasserschutz durch.

## Geschichte
Erste Überlegungen zu dem Projekt gab es bereits, als am 6. November 1892 in Nürnberg der „Verein für Hebung der Fluß- und Kanalschiffahrt in Bayern“ gegründet wurde. Nachdem schließlich der Main ab Bamberg und die Donau ab Kelheim bis zur Reichsgrenze am 1. April 1921 Reichswasserstraße geworden waren, schlossen am 13. Juni 1921 das Deutsche Reich und der Freistaat Bayern einen Staatsvertrag „um den Plan der Main-Donau-Wasserstraße baldigst zu verwirklichen“. Als ausführendes Organ wurde am 30. Dezember 1921 die „Rhein-Main-Donau AG“ (RMD AG) mit einem Aktienkapital von 900 Millionen Mark (entspricht heute etwa 440 Millionen EUR) und Sitz in München als private Aktiengesellschaft gegründet, die der Übernahme der staatlichen Aufgabe der Errichtung der schiffbaren Verbindung Nordsee–Schwarzes Meer diente. Dazu mussten der Main oberhalb von Aschaffenburg sowie die Donau oberhalb von Passau jeweils bis zur Kanalanbindung ausgebaut und der Main-Donau-Kanal errichtet werden.
Konkrete Planungen für den Kanal zwischen den beiden Flüssen entstanden erst mit der Unterzeichnung des Rhein-Main-Donau-Gesetzes vom 11. Mai 1938, wurden aber durch den Zweiten Weltkrieg unterbrochen. Nach der Gründung der Bundesrepublik Deutschland trat die Rhein-Main-Donau AG im September 1949 wieder in ihre vorherigen Rechte ein. In den 1950er Jahren wurde die Planung des Main-Donau-Kanals wieder aufgenommen, mit dem Bau wurde dann im Juni 1960 begonnen. Im Duisburger Vertrag zwischen der Bundesrepublik Deutschland und dem Freistaat Bayern wurden 1966 Finanzierung und Ausführung neu geregelt. An der RMD AG waren der Bund zu zwei Dritteln und der Freistaat Bayern zu einem Drittel beteiligt. In den 1970er und 1980er Jahren war dieser Main-Donau-Kanal in zunehmendem Maße politisch umstritten. Neben Zweifeln an der Sicherheit und völkerrechtlichen Fragen war der Kanalbau nun vor allem ein umweltpolitisches Streitthema. Insbesondere der Ausbau eines 34 Kilometer langen Abschnitts der Altmühl und dessen negative Auswirkungen auf die Pflanzen- und Tierwelt waren Thema kontroverser Diskussionen. Am 14. Januar 1982 hatte der Kabarettist Dieter Hildebrandt eine Folge seiner Fernsehsendung Scheibenwischer dem Main-Donau-Kanal gewidmet und für einen Medienskandal gesorgt. Die bayerische Staatsregierung protestierte daraufhin beim Sender Freies Berlin wegen angeblicher Unterstellungen und eines „bayernfeindlichen Programms“.
Nach 32-jähriger Bauzeit wurde aber dennoch das letzte Teilstück des Kanals am 25. September 1992 durch den damaligen bayerischen Ministerpräsidenten Max Streibl in der Nähe von Pierheim (Stadt Hilpoltstein) feierlich eröffnet.
Lediglich bei der Donauschifffahrt steht noch ein möglicher Ausbau zwischen Straubing und Vilshofen an der Donau in der Diskussion, der allerdings nach neuesten Planungen nicht mehr auf die umstrittenen Stauwehre, sondern auf sanftere Methoden setzt. Diese Aufgabe oblag der 1999 ausgegliederten Tochtergesellschaft „RMD Wasserstraßen GmbH“, die auch für den Hochwasserschutz zuständig war, seit 2020 Wasserbauliche Infrastrukturgesellschaft mbH (WIGES). Mit dem Ausbau zwischen Straubing und Vilshofen wurde Mitte 2020 begonnen.
Der Betrieb der Wasserstraße selbst ist Aufgabe des Bundesministeriums für Verkehr, Bau und Stadtentwicklung.

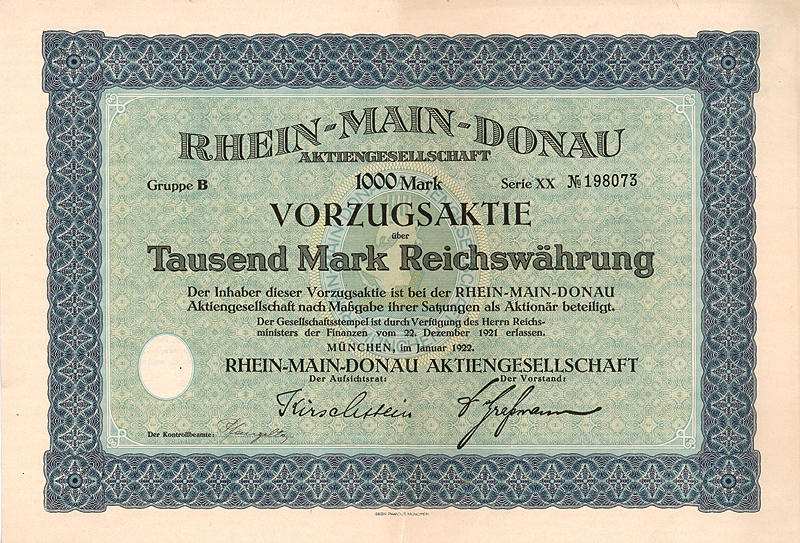
Vorzugsaktie über 1000 Mark der Rhein-Main-Donau AG vom Januar 1922

## Struktur
Das Grundkapital teilte sich in den 1920er Jahren in Stamm- und Vorzugsaktien. Erstere befanden sich im Besitz des Deutschen Reichs, des Freistaats Bayern und anderer Länder sowie öffentlich-rechtlicher Körperschaften, letztere wurden bei der Gründung zu einem Sechstel von mehreren am Unternehmen interessierten Städten, im Übrigen von einem unter Führung der Deutschen Bank stehenden Bankenkonsortium übernommen, dem auch das Bankhaus Mendelssohn & Co. angehörte.
Zur Finanzierung des Ausbaus der Wasserstraße erhielt das Unternehmen die Konzession zu Errichtung und Betrieb von Wasserkraftwerken an einer Vielzahl an Standorten in Bayern an Main, Regnitz, Altmühl, Donau und Lech. Diese Konzession reicht von 1921 bis 2050, wonach die errichteten Kraftwerke und Rechte an den Staat fallen. Diese inzwischen 59 Kraftwerke einschließlich eines Pumpspeicherkraftwerks wurden zwischen 1927 und 2000 errichtet. Davon gehören zusammen 16 zu den regionalen Tochtergesellschaften Donau-Wasserkraft, Obere Donau Kraftwerke, Mittlere Donau Kraftwerke und Mainkraftwerk Schweinfurt mit jeweils einem Minderheitsgesellschafter.
Das Unternehmen gehörte in der Nachkriegszeit bis 1995 zu zwei Dritteln der Bundesrepublik Deutschland sowie zu einem Drittel Bayern. 1996 wurde die AG privatisiert und gehört heute zu 77,49 % der Uniper, zu 14 % der LEW und zu 8,5 % der EnBW. Die Anteile der LEW und der EnBW sind in der Bayerische-Schwäbische Wasserkraftwerke Beteiligungsgesellschaft mbH gebündelt, die neben Uniper offiziell als Minderheitsgesellschafter fungiert. Die Betriebsführung der Kraftwerke ging zugleich auf die heutige Uniper Kraftwerke und die Bayerischen Elektrizitätswerke über.
Im Januar 2018 erfolgte die Umwandlung der Rhein-Main-Donau AG in die Rhein-Main-Donau GmbH und die Sitzverlegung nach Landshut an den Sitz der Wasserkraftsparte der Uniper Kraftwerke GmbH.
Über die Tochtergesellschaft „RMD Consult GmbH“ wurde seit 1995 im Bereich Wasserbau Ingenieurberatung durchgeführt. Diese Gesellschaft wurde Ende 2019 im Rahmen der Konzentration der Rhein-Main-Donau GmbH auf das Kerngeschäft an die Uniper Technologies GmbH veräußert und hat heute den inhaltlichen Schwerpunkt im Gebiet der dezentralen Energieanlagen.
Die Tochtergesellschaft Rhein-Main-Donau Wasserstraßen GmbH (kurz „RMD Wasserstraßen GmbH“) wurde Anfang 2020 vom Freistaat Bayern für einen symbolischen Euro übernommen, um die Ingenieurkapazitäten über den nahezu abgeschlossenen Wasserstraßenausbau hinaus langfristig für den Hochwasserschutz in Bayern zu erhalten. Die Gesellschaft firmiert heute unter dem Namen Wasserbauliche Infrastrukturgesellschaft mbH (WIGES).